# 里弗鎮區 (阿肯色州洛根縣)
里弗鎮區（英語：River Township）是位於美國阿肯色州洛根縣的一個行政鎮區。

## 地方資料
里弗鎮區的面積為53.88平方千米，當中陸地面積為36.53平方千米，而水域面積為17.35平方千米。根據2010年美國人口普查的數據，當地共有人口650人，而人口密度為每平方千米12.06人。